# Lacmellea edulis
Lacmellea edulis ist ein Baum in der Familie der Hundsgiftgewächse aus der Unterfamilie der Rauvolfioideae aus dem südöstlichen Brasilien bis ins nördliche und nordwestliche Südamerika und nach Zentralamerika.

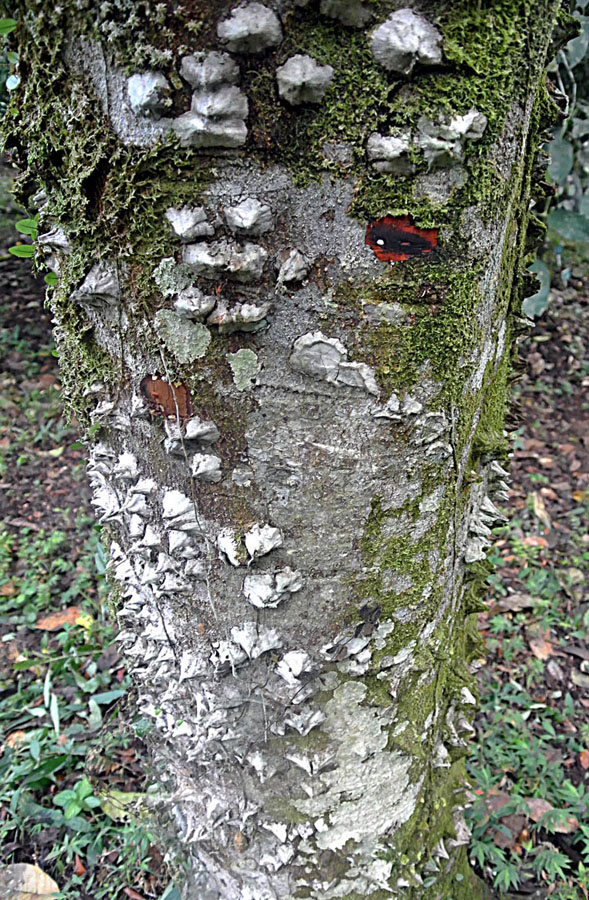
Stamm von Lacmellea edulis mit Stacheln

## Beschreibung
Lacmellea edulis wächst als bestachelter Baum mit dichter Krone bis etwa 15–20 Meter hoch. Der Stamm besitzt konische Stacheln. Der Baum führt einen Milchsaft, Latex.
Die einfachen, kurz gestielten Laubblätter sind gegenständig. Sie sind ledrig, ganzrandig, elliptisch, lanzettlich bis eiförmig, seltener verkehrt-eiförmig und bespitzt bis zugespitzt. Die unterseits helleren Blätter sind etwa 7–13 Zentimeter lang und fast kahl, der kurze Blattstiel ist bis 1 Zentimeter lang.
Die kurzen, zymösen Blütenstände erscheinen achselständig mit einigen Blüten. Die zwittrigen, gestielten und fünfzähligen Blüten mit doppelter Blütenhülle sind grünlich-weiß bis -gelblich. Die kleinen und aufrechten Kelchblätter sind kurz verwachsen mit dachigen, rundlichen sowie bewimperten Lappen. Die stieltellerförmige Krone ist in einer schlanken, bis 17 Millimeter langen, außen kahlen Röhre verwachsen, mit kürzeren, bis 7 Millimeter langen, dachigen Lappen. Die kurzen Staubblätter mit länglichen Antheren in der Kronröhre sind am Schlund knapp vorstehend. Der kahle, einkammerige Fruchtknoten ist oberständig mit einem relativ kurzen, eingeschlossenen Griffel mit einem zylindrischen Griffelkopf (Clavuncula) mit zwei Narbenästen. Es ist ein Diskus vorhanden.
Es werden gelb-orange, bis 2–2,5 Zentimeter große, ellipsoide oder eiförmige bis verkehrt-eiförmige und bespitzte, meist einsamige, glatte Beeren im beständigen unteren Teil der Kronröhre (Scheinfrucht), mit beständigem Kelch und einem dünnen Fruchtfleisch gebildet. Der große, dunkelbraune und ellipsoide Samen besitzt eine schleimige Samenschale (Myxotesta).

## Taxonomie
Lacmellea edulis wurde von Hermann Karsten 1857 in Linnaea 28: 450 (1857) erstbeschrieben. Synonyme sind Zschokkea armata Pittier, Zschokkea lactescens Kuhlm., Lacmellea armata (Pittier) Monach. und Lacmellea lactescens (Kuhlm.) Markgr.

## Verwendung
Die Früchte mit angenehmem Geschmack sind essbar.
Der süßliche Milchsaft ist trinkbar.